# Librettist
Een librettist is de schrijver van libretto's, opera- en/of musicalteksten met regieaanwijzingen.
De Italiaanse dichter Pietro Metastasio (1698-1782) bepaalde een belangrijk deel van de geschiedenis van de opera in de 18e eeuw. Zijn libretti, waarvan de structuur ook de vorm van de opera ging bepalen, werden talloze malen door componisten op muziek gezet. In vele gevallen diende eenzelfde libretto meermaals als basis voor een operacompositie.
Ook Lorenzo da Ponte (1749-1838), opvolger van Metastasio als hofdichter in Wenen,  schreef een lange reeks libretti. Hij is vooral bekend door zijn samenwerking met Wolfgang Amadeus Mozart, die leidde tot drie opera's: Le nozze di Figaro (1786), Don Giovanni (1787) en Così fan tutte (1790). 
Hierna componeerde Mozart nog twee opera's: Die Zauberflöte op een libretto van Emanuel Schikaneder en La clemenza di Tito op een libretto van Metastasio. Hij heeft daarnaast nog met verscheidene andere librettisten samengewerkt aan opera's en Singspiele.
Een vruchtbaar librettist was Eugène Scribe, die, samen met de componist Giacomo Meyerbeer en de theaterdirecteur Véron de grand opéra belichaamde, een operagenre dat rond 1830 in Parijs tot bloei kwam.
Andere bekende samenwerkingen zijn die tussen Arrigo Boito en Giuseppe Verdi en die tussen Hugo von Hofmannsthal en Richard Strauss.
Sommige componisten schreven hun eigen libretti. Richard Wagner is een van de bekendste, maar ook Hector Berlioz schreef de teksten voor zijn opera's meestal zelf.
Modernere (musical)librettisten waren bijvoorbeeld Oscar Hammerstein II (Sound of Music ) en Bertold Brecht (Die Dreigroschenoper)